# Streptozocina
La streptozocina (chiamata anche streptozotocina) è un farmaco ottenuto dal batterio Gram-positivo Streptomyces achromogenes. Dotato di proprietà antineoplastiche, ha un'azione citotossica sulle cellule beta delle isole di Langerhans, nel pancreas. Si utilizza soprattutto nel trattamento di alcuni tumori pancreatici, come il somatostatinoma, causato dalla proliferazione incontrollata delle cellule delta delle isole di Langerhans. In animali da laboratorio è stata osservata la capacità della streptozocina di indurre il diabete mellito.

## Storia
La streptozotocina è una sostanza di origine naturale che fu isolata per la prima volta alla fine degli anni '50 del XX secolo; venne inizialmente classificata come antibiotico. A metà degli anni '60 si scoprì che tale sostanza aveva una citotossicità selettiva nei confronti delle cellule beta e di altri tipi cellulari presenti nelle isole di Langerhans. A seguito di ciò, si iniziò a usare la streptozocina nel tentativo di indurre il diabete mellito negli animali da laboratorio, con risultati soddisfacenti.
Nel 1970 i primi studi clinici sui pazienti affetti da tumori neuroendocrini del pancreas ai quali era stata somministrata la streptozocina diedero risultati positivi, pertanto nel 1982 la Food and Drug Administration (FDA) approvò l'impiego della streptozocina nel trattamento dei tumori del pancreasi originatisi dalle cellule delle isole di Langerhans.